# Dachröden (Adelsgeschlecht)

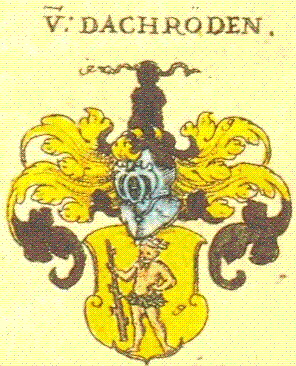
Wappen

Dachröden, auch Dacheröden, ist der Name eines ursprünglich thüringischen Adelsgeschlechts, das im 18. Jahrhundert auch in der Kurpfalz und in Württemberg ansässig war.

## Geschichte
Die Herren von Dach[e]röden gehören zum alten Adel Thüringens. Ihr Stammsitz lag in der Gegend von Mühlhausen, in Dachrieden. Die Stammreihe beginnt mit Claus von Dacheröden, der um das Jahr 1500 lebte. Christoph von Dacheröden (1524–1604) war 1562 der erste evangelische Komtur in Eger, 1565 Komtur auf Horneck und von 1573 bis 1587 in Winnenden.
Johann Magnus von Dacheröden war Domherr des Kollegiatstifts St. Nikolaus und Dechant des St. Sebastianstiftes in Magdeburg. Er starb 1650 in Erfurt und soll eine Handschrift hinterlassen haben, die die Geschichte seines Geschlechtes enthielt. Heinrich von Dacheröden, genannt der Ungar, war kaiserlicher Oberst und starb 1631. Der kurpfälzische Kammerherr Johann Philipp Franz von Dacheröden († 1771) erhielt um die Mitte des 18. Jahrhunderts durch seine Ehefrau Karoline, geb. Horneck von Hornberg, einen Anteil an Helfenberg im Oberamt Marbach und wurde daraufhin in die württembergische Ritterschaft, Ritterkanton Kocher, rezipiert.

## Besitzungen

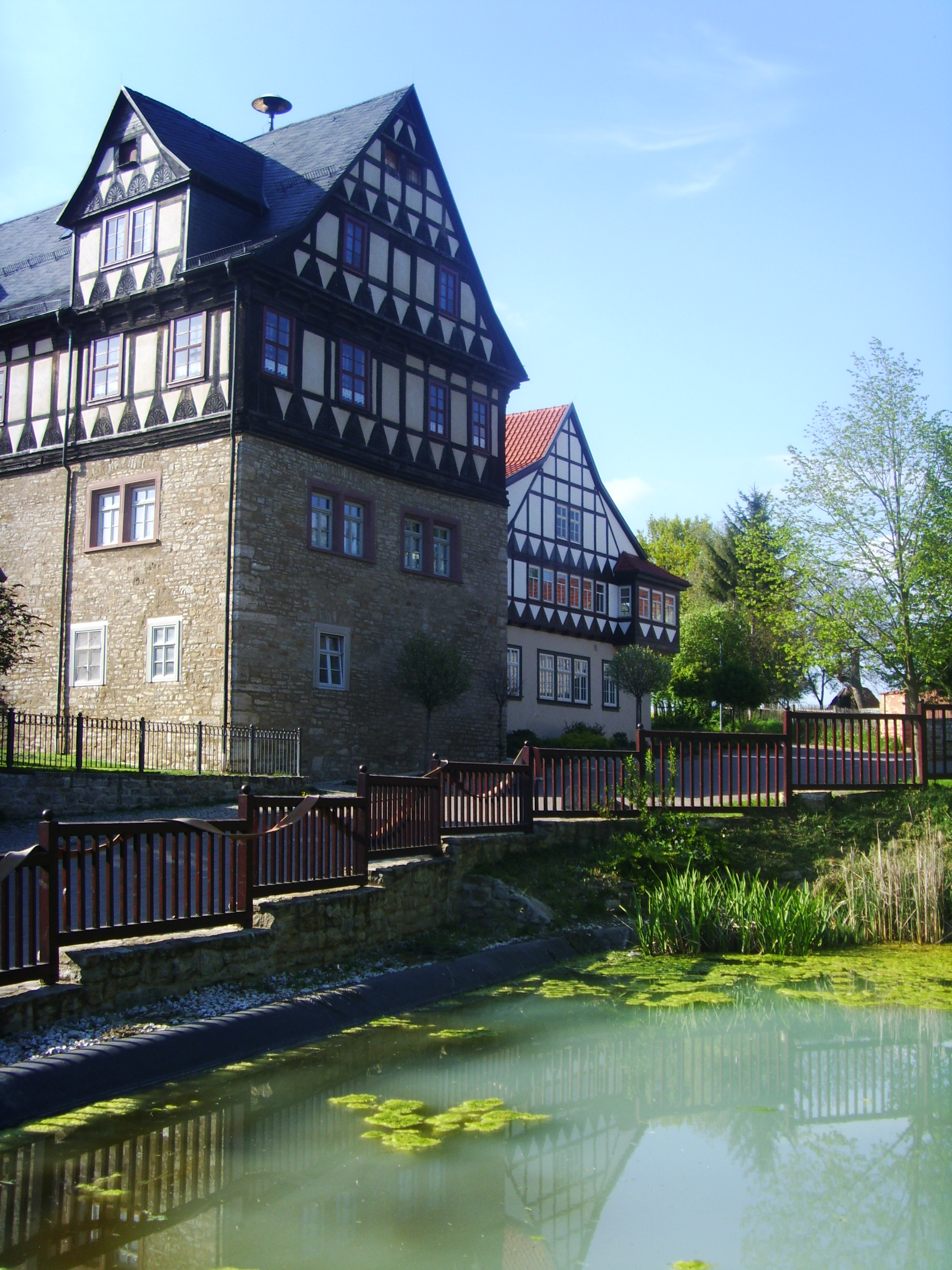
Der Edelhof in Mittelsömmern

- Mittelsömmern mit dem Edelhof (Mittelsömmern) (bis 1807)
- Westgreußen,
- Schüben und Thalebra
- Helfenberg
- Schloss Großbottwar (seit 1741)

## Wappen
In Gold ein grün bekränzter Wilder Mann, der in der rechten Hand einen (links dreimal, rechts viermal) geästeten dürren Baumstamm hält und die linke Hand in die Seite stützt. Auf dem Helm mit schwarz-goldenen Helmdecken der nackte Rumpf eines Mohren (mitunter auch als Mohrin dargestellt) mit golden-schwarzer fliegender Kopfbinde.

## Humboldt-Dachroeden
Wilhelm von Humboldts Frau Caroline, geb. von Dacheröden war die Tochter des preußischen Kammerpräsidenten Karl Friedrich von Dacheröden († 20. November 1809) und seiner Frau Ernestine Friderike Gräfin von Hopfgarten († 1. Mai 1774). Da ihr einziger Bruder Ernst 1806 kinderlos gestorben war, war ihre Linie der Familie Dacheröden mit dem Tod ihres Vaters 1809 im Mannesstamm ausgestorben. Der Sohn von Wilhelm und Caroline von Humboldt, (Eduard Emil) Theodor von Humboldt (1797–1871), erhielt am 31. Oktober 1809 die Erlaubnis, den Namen und das Wappen der Familie von Dacheröden dem seinigen beifügen zu dürfen.
1875 erfolgte die Erhebung in den Freiherrnstand.

## Namensträger
- Georg Anton von Dachröden (1656–1728), braunschweig-lüneburgischer Geheimer Rat
- Marie Sophie von Hopffgarten (geb. Dachröden, 1713–1789), Poetin
- Karl Friedrich von Dacheröden (Karl Friedrich von Dachröden; 1732–1809), Jurist
  - Caroline von Dacheröden (1766–1829), Ehefrau von Wilhelm von Humboldt
- Cäsar von Dachröden (1808–1882), mecklenburg-strelitzischer Hofmarschall sowie Freimaurer
- Hans Paul von Humboldt-Dachroeden (1857–1940), Diplomat
- Franz Günther Wilhelm Alexander von Humboldt-Dachroeden (1858–1942), Generalleutnant
- Alexander Wilhelm Ernst Bernhard von Humboldt-Dachroeden (1886–1940), SA-Führer